# قائمة الأحزاب السياسية في النرويج
تسرد هذه المقالة الأحزاب السياسية في النرويج.
لدى النرويج نظام متعدد الأحزاب به عدد ضخم من الأحزاب السياسية، وهو نظام يصعب فيه على حزب واحد الحصول على أغلبية المقاعد التشريعية (169) بسهولة. يجوز للأحزاب أن تتعاون لتشكيل حكومات ائتلافية.

## التاريخ

### 1884–1905
يعد الحزب الليبرالي المُتأسس عام 1884 أقدم حزب سياسي في البلاد، وتبعه تأسيس حزب المحافظين المعارض. كان الانقسام السياسي الرئيسي وقتها يدور حول مسألة اتباع النظام البرلماني. فاتجه الليبراليون نحو تفضيله، بينما عارضه المحافظون. كانت النرويج حتى عام 1903 دولة بنظام حزبين، انضم الحزب الليبرالي المعتدل للمحافظين في ائتلاف انتخابي راسخ بحكم الأمر الواقع من انتخابات عام 1881.

### 1905–1945
جرت تحولات انتخابية كبيرة خلال السنوات الأولى من القرن العشرين. فحظي حزب العمال اليساري على أول خمسة أعضاء لتمثيله في البرلمان عام 1903، وذلك بعد حصول الحزب على نسبة 10% من الأصوات. جرى تغيير النظام الانتخابي قبل إجراء انتخابات عام 1921 من نظام الاقتراع على دورتين السابق لنظام التمثيل النسبي، وهو الأمر الذي مكّن الأحزاب متوسطة الحجم من الحصول على مكاسب سياسية أكثر. من الأحزاب المتوسطة حزب العمال وحزب الفلاحين الذي كان قد تأسس عام 1920. حظي حزب العمال بالمركز الأول في انتخابات عام 1927، وهو المركز الذي استمر حزب العمال بالحصول عليه منذ تلك الانتخابات. شكّل الحزب أول حكومة له عام 1928، مُنهياً تداول السلطة بين الليبراليين والمحافظين الذي استمر لعقودٍ سابقة. لم تدم هذه الحكومة برئاسة كريستوفر هورنسرود طويلاً، فاستمرت لما يقرب من 18 يوماً. تبعه حزب الفلاحين الذي شغل الحكومة لفترة وجيزة من عام 1931 حتى 1933، بقيادة بيدير كولستاد وينس هوندسايد. حافظ الليبراليون والمحافظون على نفوذهم رغم صعود الأحزاب الصغيرة، وكان يوهان لودفيغ موفينكل (1933–1935) آخر رئيس وزراء ليبرالي حتى الآن. شغل يوهان نيغورسفول من حزب العمال منصب رئاسة الوزراء قانوناً بعد اندلاع الحرب العالمية الثانية، لمدة عقد من الزمن في الفترة ما بين 1935 حتى 1945.
كانت المعارضة السياسية ضد نظام كفيشلينغ المتعاون مع النازيين خلال احتلالهم للنرويج قد تعرضت للاضطهاد؛ فذهبت حكومة نيغورسفول إلى المنفى بلندن عام 1940، ولم تعد حتى عام 1945.

### 1945–2001
ظل حزب العمال محافظاً على الأغلبية المطلقة في البرلمان منذ الانتخابات الأولى التي أعقبت نهاية الحرب عام 1945 حتى انتخابات عام 1961، وشغِل أينار غارهاردسن منصب رئيس الوزراء لمدة 17 عاماً. نُظر للنرويج عموماً خلال معظم هذه الفترة باعتبارها تتبع نظاماً سيطر فيه حزب واحد على الحكومة، فكانت المعارضة منقسمة وتألفت من الليبراليين والمحافظين والوسطيين والديمقراطيين المسيحيين ومن حين لآخر الشيوعيين، الذين لم يستطيعوا منافسة العمال. استطاع المحافظ جون لينغ تولي السلطة بدعم من المجموعات غير الاشتراكية الأخرى عقب واقعة كينجز باي عام 1963. شغلت شخصيات معارضة من أمثال بير بورتن (وسطي) ولارس كورفالد (ديموقراطي مسيحي) وكوره فيلوك منصب رئيس الوزراء مع التدهور التدريجي لحزب العمال خلال النصف الثاني من القرن العشرين. شهد عام 1973 بزوغ فجر أحزاب غير تقليدية مثل حزب أنديش لانغه (أصبح يُعرف باسم حزب التقدم) والرابطة الانتخابية الاشتراكية (أصبح يُعرف باسم الحزب الاشتراكي اليساري). بقي هذان الحزبان معزولان عن الساحة السياسية النرويجية خلال العقود القادمة؛ فلم يدخل الحزب الاشتراكي اليساري الحكومة حتى عام 2005، أما حزب التقدم فلم يدخل في تحالف وسط اليمين حتى عام 2013.

### 2001-الآن
شهدت الانتخابات البرلمانية عام 2001 تراجعاً ملحوظاً في الأفضلية الكبيرة التي كان يحققها حزب العمال انتخابياً على الأحزاب غير الاشتراكية حيث استطاع حزب العمال تحصيل نسبة 24% تقريباً من المجموع الكلي للأصوات ما يعني خسارة حزب العمال 11 نقطة عن الانتخابات السابقة عام 1997، بينما حصل حزب المحافظين بقيادة يان بيترشن على نسبة 21% من الأصوات. لم تدم حكومة ستولتنبرغ الأولى التي شكلها حزب العمال طويلاً؛ فانحلت لصالح تشكيل ائتلاف حكومي وسط يمين تكون من الليبراليين والمحافظين والديمقراطيين المسيحيين بقيادة شيل ماغنه بونديفيك. استطاع تحالف الأحمر والأخضر من وسط اليسار الفوز بغالبية برلمانية عقب انتخابات 2005، وبهكذا عاد ينس ستولتنبرغ رئيساً للوزراء وشغل المنصب حتى عام 2013.
في انتخابات 2013 حصل تحالف المحافظين بزعامة إرنا سولبرغ على أغلبية برلمانية واضحة بلغت 96 مقعدًا من أصل 169، وشكّلت سولبرغ حكومة مع حزب التقدم بزعامة سيف ينسن منهيةً بذلك عزلته الطويلة عن بقية أحزاب يمين الوسط. وبعد أربع سنوات احتفظت أحزاب يمين الوسط بالأغلبية بـ88 مقعدًا، واستمرت سولبيرغ في رئاسة الوزراء مع تغيّر تركيبة الائتلاف الحاكم، حيث شاركت جميع الأحزاب الأربعة في حكومتها في فترات مختلفة. وفي انتخابات 2021 تحوّل ميزان القوى لصالح أحزاب يسار الوسط التي حصلت على 100 مقعد، مما أدى إلى تشكيل حكومة جديدة برئاسة يوناس غار ستوره تضم حزب العمال وحزب الوسط.

## الأحزاب

### الأحزاب الممثَّلة فيالبرلمان النرويجي
| اسم الحزب | اسم الحزب                                         | الإيديولوجيا            | الموقع على الطيف السياسي | زعيم الحزب          | التمثيل        | التمثيل       |
| اسم الحزب | اسم الحزب                                         | الإيديولوجيا            | الموقع على الطيف السياسي | زعيم الحزب          | أعضاء البرلمان | انتخابات 2017 |
| --------- | ------------------------------------------------- | ----------------------- | ------------------------ | ------------------- | -------------- | ------------- |
| AP        | Arbeiderpartiet حزب العمال                        | ديمقراطية اشتراكية      | وسط اليسار               | يوناس غار ستوره     | 49 / 169       | 27.4%         |
| H         | Høyre حزب المحافظين                               | محافظة ليبرالية         | وسط اليمين               | إرنا سولبرغ         | 45 / 169       | 25%           |
| Frp       | Fremskrittspartiet حزب التقدم                     | ليبرالية محافظة وشعبوية | يمينية                   | سيلفي ليستهاوغ      | 27 / 169       | 15.2%         |
| Sp        | Senterpartiet حزب الوسط                           | فلاحين                  | وسطية                    | تريغفه فيدوم        | 19 / 169       | 10.3%         |
| SV        | Sosialistisk Venstreparti الحزب الاشتراكي اليساري | اشتراكية ديمقراطية      | يسارية                   | شيشتي بيرغستو       | 11 / 169       | 6.0%          |
| V         | Venstre الحزب الليبرالي                           | ليبرالية                | وسطية                    | غوري مِلبي           | 8 / 169        | 4.4%          |
| KrF       | Kristelig Folkeparti الحزب الديمقراطي المسيحي     | ديمقراطية مسيحية        | وسط إلى وسط اليمين       | داغ إنغه أولستاين   | 8 / 169        | 4.2%          |
| MdG       | Miljøpartiet de Grønne حزب الخضر                  | سياسة خضراء             | وسط اليسار               | آريلد هِرمستاد       | 1 / 169        | 3.2%          |
| R         | Rødt حزب الحمر                                    | شيوعية                  | أقصى اليسار              | ماري سنيفي مارتنوسن | 1 / 168        | 2.4%          |

### الأحزاب غير البرلمانية
| اسم الحزب                                         | الإيديولوجيا                         | زعيم الحزب                                        | انتخابات 2017 | أعضاء محليات |
| ------------------------------------------------- | ------------------------------------ | ------------------------------------------------- | ------------- | ------------ |
| Pensjonistpartiet حزب المتقاعدين                  | اجتماعية محافِظة                      | Einar Lonstad                                     | 0.4%          | 3            |
| Partiet De Kristne حزب المسيحيين                  | يمين مسيحي                           | Erik Selle                                        | 0.4%          | 0            |
| Helsepartiet حزب الصحة                            | لا يوجد                              | Lise Askvik                                       | 0.4%          | 0            |
| Liberalistene الليبراليون                         | ليبرالية كلاسيكية واقتصاد عدم التدخل | Arnt Rune Flekstad                                | 0.2%          | 0            |
| Demokratene i Norge الديمقراطيون في النرويج       | شعبوية يمينية وقومية محافِظة          | Terje Svendsen                                    | 0.1%          | 1            |
| Piratpartiet حزب القراصنة                         | حزب القراصنة                         | Tale Haukbjørk Østrådal                           | 0.1%          | 0            |
| Alliansen التحالف                                 | قومية                                | Hans Jørgen Johansen                              | 0.1%          | -            |
| Kystpartiet الحزب الساحلي                         | قومية محافِظة                         | Bengt Stabrun Johansen                            | 0.1%          | 1            |
| Nordmørslista قائمة نورموره                       | الشئون المحلية لنورموره              | Per Martin Kjønne                                 | 0.1%          | 1            |
| Feministisk Initiativ المبادرة النسوية            | نسوية                                | Cathrine Linn Kristiansen Sunniva Schultze-Florey | 0.0%          | 0            |
| Norges Kommunistiske Parti الحزب الشيوعي النرويجي | ماركسية لينينية                      | Runa Evensen                                      | 0.0%          | 0            |
| Verdipartiet حزب القيَم                            | اجتماعية محافِظة ويمينية مسيحي        | Magne Hersvik                                     | 0.0%          | 0            |
| Nordting شئون الشَّمال                              | الشئون المحلية لشمال النرويج         | Amund Sjølie Sveen                                | -             |              |
| Samfunnspartiet حزب المجتمع                       | أناركية (لا سلطوية)                  | Øystein Johannessen                               | 0.0%          | 0            |
| Norgespartiet حزب النرويج                         | قومية                                | Lars Rønbeck                                      | 0             |              |
| Det Liberale Folkepartiet حزب الشعب الليبرالي     | ليبرالية كلاسيكية واقتصاد عدم التدخل | Vegard Martinsen                                  | -             | 0            |
| Samefolkets Parti حزب شعب سامي                    | شئون قومية سامي                      | Birger Randulf Nymo                               | -             | 0            |